# Hitachiōta, Ibaraki
Hitachiōta (常陸太田市 (Thường Lục Thái Điền thị) Hitachiōta-shi) là thành phố thuộc tỉnh Ibaraki, Nhật Bản. Tính đến ngày 1 tháng 10 năm 2020, dân số ước tính thành phố là 52.265 người và mật độ dân số là 130 người/km2. Tổng diện tích thành phố là 372 km2.

## Địa lý

### Đô thị lân cận
- Ibaraki
  - Takahagi
  - Hitachi
  - Hitachiōmiya
  - Naka
  - Daigo
- Fukushima
  - Yamatsuri
  - Hanawa